# Radiòmetre de microones
Un radiòmetre de microones (en (anglès), MicroWave Radiometer (MWR)) és un radiòmetre que mesura l'energia emesa a menys d'un mil·límetre a centímetre longituds d'ona (en les freqüències d'1-1000 GHz), aquest interval és conegut com a microones. La seva aplicació principal ha estat a bord de Satèl·lit artificial per mesurar la radiació atmosfèrica i terrestre, i s'utilitza sobretot per meteorològic o oceanogràfic teledetecció. La seva aplicació secundària és també meteorològics, com zenit-assenyalant els instruments de superfície a veure l'atmosfera de la Terra en una regió per sobre de l'instrument estacionari.
Mitjançant la comprensió dels processos físics associats amb l'emissió d'energia en aquestes longituds d'ona, els científics poden calcular una varietat de paràmetres de la superfície i de l'atmosfera a partir d'aquestes mesures, incloent aire temperatura, temperatura de la superfície del mar, salinitat, humitat del sòl, gel marí, precipitació, la quantitat total de vapor d'aigua i la quantitat total d'aigua líquida a la columna atmosfèrica directament per sobre o per sota de la instrument.
La forma més comuna de radiòmetre de microones es va introduir per Robert Dicke el 1946.
Exemples de radiòmetres de microones dels satèl·lits meteorològics inclouen el Sensor Especial Microones/Imager, Scanning multichannel microwave radiometer i Microwave Sounding Unitat. El Microwave Imaging Radiometer with Aperture Synthesis és un interferòmetre/imatge capaç de resoldre la humitat del sòl i salinitat en regions petites de la superfície radiòmetre.
El Juno nau espacial, llançat el 2011, té la intenció de caracteritzar l'ambient de Júpiter utilitzant un conjunt de radiòmetres de microones.